# Агашедьхаза
Агашедьхаза (угор. Ágasegyháza) — селище (község) в медьї Бач-Кішкун, Угорщина. Селище займає площу 55,87 км², на якій проживає 1955 осіб (2005).

## Населення
2001 року в Агашедьхазі проживали 1920 осіб  — з яких переважна більшість угорці. 0,7 % — німці, 0,2 % — хорвати, 0,2 % — румуни.
Парафіяни: 77 % — римсько-католицької церкви, 15 % — кальвинської церкви, близько 1 % — грекокатолицької церкви, 0,2 % — лютеранство.